# The Sims
The Sims este un joc strategic de simulare a vieții pentru computer dezvoltat de Maxis și publicat de Electronic Arts. Jocul a fost creat de către Will Wright, cunoscut pentru crearea jocului SimCity. Jocul simulează activitățile de zi cu zi din viața unuia sau mai multor personaje virtuale („Sims”) într-o suburbie în apropiere de SimCity.
Inspirat în parte de jocul Little Computer People lansat în 1985 de către Activision, The Sims a fost lansat prima oară pe 4 februarie 2000. Până la 22 martie 2002, The Sims a vândut mai mult de 6,3 milioane de exemplare pe plan mondial,; Până la 7 februarie 2005, jocul a vândut 16 milioane de exemplare în întreaga lume. De la lansarea inițială, au mai fost lansate șapte pachete de expansiune și o urmare, The Sims 2 (cu propriile sale pachete de expansiune). O altă urmare, The Sims 3, a fost lansată pe 2 iunie 2009. The Sims a câștigat numeroase premii, inclusiv GameSpot „Game of the Year Award” pentru anul 2000.

## Generalități
The Sims se concentrează în întregime pe viața personajelor virtuale numite Sims, punând jucătorul în controlul „lumii” lor virtuale și a activitățile lor zilnice, cum ar fi dormit, mâncat, citit și îmbăiere. Will Wright, creatorul jocului, caracterizează jocul ca fiind o „căsuță pentru păpuși digitală”. Deși jucătorii sunt încurajați să-și creeze propriile lor personaje cu diferite caracteristici fizice, există deja predefinite câteva personaje, precum familiile Newbie și Goth.
Jucătorul controlează aproape toate aspectele legate de viața de familie, fie predefinită sau creată. Multe opțiuni conduc jucătorul de sim într-o familie numeroasă sau la o viață singuratică.

## Origini
Ideea jocului The Sims vine din experiența lui Will Wright din anul 1991, atunci când casa sa din Oakland și multe dintre posesiunile sale au fost distruse într-un incendiu. Wright a fost nevoit să se mute împreună cu familia sa în altă parte și să-și refacă viața; aceste evenimente i-au dat lui Will inspirația de a crea un joc de simulare a vieții. Jocul este, de asemenea, bazat pe SimCity, un alt joc pe computer conceput de Wright, în care jucătorul trebuie să gestioneze un oraș și locuitorii săi, denumiți „Sims”.
Wright a propus inițial ideea unei „case de păpuși” virtuale în 1993 în timp ce ideea era încă în dezvoltare, deși propunerea a fost întâmpinată cu scepticism de către conducerea Maxis; Posibilitățile hardware ale computerului în acea perioadă erau destul de limitate și nu erau gândite să ruleze o astfel de simulare. În 1995, Wright a primit o ofertă din partea Electronic Arts pentru a continua dezvoltarea conceptului de joc și, astfel încât EA să-l publice. Dezvoltarea jocului, inițial denumit „Proiectul X”, a început în 1995.
În 1997, numele jocului a fost schimbat din „Proiectul X” în „The Sims”, ca o referire la jocurile „Sim” dezvoltate de Will Wright până atunci, jocuri ce au avut foarte mare succes în anii '90. 

## Gameplay și design
În loc de obiective, jucătorul este încurajat să facă alegeri și să se integreze pe deplin într-un mediu interactiv. Acest lucru a contribuit cu succes la atragerea jucătorilor ocazionali. Singurul obiectiv real al jocului este de a organiza timpul personajelor din joc (Simși) astfel încât ele să-și atingă obiectivele personale.

### Crearea familiilor
La început, jocul oferă jucătorilor o serie de caractere pre-făcute, precum și opțiunea de a crea mai mulți Simși pe care îi pot controla. Crearea unui Sim constă în a crea o „familie” (identificată printr-un nume de familie) care poate conține până la opt membri. Jucătorul poate apoi crea simși, prin furnizarea unui prenume și opțional o biografie, alegerea sexului (bărbat sau femeie), culoarea pielii (luminos, mediu sau întunecat) și vârsta (adult sau copil) personajului. Personalitatea acestuia este dictată de cinci atribute specifice, și un cap și corp. Jucătorul nu poate schimba figura unui sims, numele sau personalitate după ce acesta a fost mutat într-un lot.
Fiecare familie, indiferent de câți membri conține, începe cu o cantitate limitată de bani (20.000§), care sunt necesari cumpărării unei case sau un teren liber, remodelare sau construcția unei case, și cumpărarea de mobilier. Toate piesele de mobilier și elemente arhitecturale sunt dictate de un sistem "pătrățel", în care elementele trebuie să fie plasate pe un pătrat și rotit pentru a face exact un unghi de 90 de grade, diagonalele nu sunt permise. Zidurile și gardurile pot fi amplasate pe marginea unui "pătrățel" și pot fi poziționate și pe diagonală. Există peste 150 de materiale de construcție și de mobilier pentru cumpărare.

### Viața Simșilor
Viața Simșilor se bazează pe instrucțiunile de a interacționa cu diverse obiecte, cum ar fi un televizor, o piesă de mobilier sau cu un alt sim. Simșii pot primi în casă oaspeți care sunt de fapt personaje din alte fișiere ale jocului. Jucătorul nu poate controla când și cine poate să-l viziteze. Este important pentru simși să interacționeze cu alți simși, în scopul de a dezvolta o viață socială stabilă și de a câștiga popularitate.
Personajul, dacă o opțiune este activată în cadrul jocului, sunt „conduși” de liberul arbitru, acest lucru însemnând că se va angaja în activități, atunci când va fi lăsat la voia întâmplării. Totuși comenzile primite de la jucător au prioritate față de cele pe care simsul le face din propria inițiativă. Cu toate acestea, simșii nu pot lua decizii importante, cum ar fi găsirea unui loc de muncă sau conceperea unui copil. Spre deosebire de jocurile în medii simulate, cum ar fi SimCity, SimEarth sau SimLife, personajele nu sunt pe deplin autonome. Ele nu sunt în măsură să ia anumite decizii, fără ajutorul jucătorului, cum ar fi plata facturilor. Astfel, dacă este lăsat singur, fără supravegherea unui jucător, simsul va întârzia cu plata facturilor ceea ce va duce la pierderea proprietății.
Jucătorul trebuie să ia decizii despre timpul petrecut în dezvoltarea personală, cum ar fi exercițiile, lectura, creativitatea, logica, prin adăugarea activităților de zi cu zi la ordinea de zi a simsului. Zilnic trebuiesc programate îndeplinirea unor nevoi cum ar fi igiena personală, mâncatul și dormitul. Dacă acestea nu vor îndeplinite personajul va suferi consecințele. De exemplu, dacă nu mănâncă, ei vor muri de foame. În cazul în care aceștia nu merg la baie, se vor murdări. Dacă nu se distrează, intervine depresia, și refuză să facă anumite lucruri. Atunci când simșii au motivația scăzută sunt mai multe șanse ca aceștia să devină agresivi cu alți simși.
Nevoile financiare sunt simulate de necesitatea de a trimite un sims să-și găsească un loc de muncă, să meargă la servici și să plătească facturile.
Există mai multe cariere, cu zece pași în fiecare. Un sim care își face o serie de noi prieteni și învață aptitudini necesare, poate primi o promovare, și își va schimba orarul de lucru. Carierele originale sunt: „Afaceri”, „Divertisment”, „Drept”, „Criminalistică”, „Medicină”, „Militar”, „Politică”, „Sportiv de performanță”, „Știință” și „Xtreme”. Pachetele de extensie adaugă noi cariere.
În plus, jocul include un sistem arhitectural foarte avansat. Jocul a fost conceput inițial ca un simulator arhitectural, unde caracterele doar evaluau casele, dar în perioada de dezvoltare s-a decis că Simșii sunt mai interesanți decât au fost programați inițial și rolul lor inițial, limitat, din joc a fost dezvoltat în continuare.
Primul joc de The Sims are mai multe limitări, cea mai notabilă este că personajele copii nu cresc, ei nu devin adulți, deși bebelușii devin copii. De asemenea, caracterele adulte nu îmbătrânesc niciodată (sau nu mor de bătrânețe), și nu există nici conceptul de week-end. De exemplu, copii și adulții ar trebui să se ducă la școală respectiv la locul de muncă, în fiecare zi. În plus, adulții pot primi un avertisment, dacă aceștia lipsesc o zi de la locul de muncă, iar dacă lipsesc două zile consecutiv aceștia sunt concediați. Copiii pot studia acasă, pentru a-și îmbunătăți calificativele.
The Sims folosește o combinație de grafică 2D și 3D.

## Limba Simleză
Simlish este o limbă fictivă apărută în seria de jocuri Sim de la Maxis. Prima dată a apărut în jocul SimCopter, și fost folosită cu preponderență în The Sims și The Sims 2. Simlish poate fi auzită, de asemenea, în SimCity 4, dar cu frecvență mai mică. De asemenea, este prezentă și în jocul Sid Meier's SimGolf de la Firaxis. Dezvoltatorul jocului, Will Wright, a fost conștient de nevoia de dialog în joc, dar folosind o limbă existentă ar face-o prea repetitivă și ar fi, de asemenea, prea costisitor să angajeze traducători pentru alte limbi ale lumii.
Echipa de dezvoltare The Sims a creat o limbă unică, Simlish prin experimentare cu frânturi din ucraineană și tagalog (una dintre principalele limbi din Filipine).

## Pachete de expansiune
The Sims este unul dintre cele mai extinse jocuri vreodată. În total există șapte pachete de extensie lansate pentru The Sims (enumerate în ordine cronologică):

### The Sims: Livin' Large
Data de lansare: 31 august 2000 (America)
The Sims: Livin 'Large (cunoscut ca The Sims: Livin' It Up în Marea Britanie și Finlanda) este primul pachet de expansiune lansat pentru The Sims. Pachetul include noi caractere, cariere, elemente și caracteristici.

### The Sims: House Party
Data de lansare: 2 aprilie 2001 (America)
The Sims: House Party este cea de-al doilea pachet de extensie pentru The Sims. House Party oferă jucătorilor posibilitatea de a da petreceri, precum și noi caracteristici și elemente tematice pentru petreceri, cum ar fi "costumațiile".

### The Sims: Hot Date
Data de lansare: 12 noiembrie 2001 (America)
The Sims: Hot Date este cel de-al treilea pachet de expansiune lansat pentru The Sims. Hot Date adaugă o caracteristică nouă, și anume capacitatea personajelor (Sims) să părăsească casele lor și să călătorească la o nouă destinație numită "Downtown", o modalitate de a ieși cu un alt personaj, de a avea o cină cu el/ea precum și de a dansa cu ei. Toate pachetele de expansiune următoare pentru The Sims au adăugat noi destinații, de asemenea. Ca la toate pachetele de expansiune din serie, Hot Date include multe obiecte de mobilier nou, caractere și articole de îmbrăcăminte.

### The Sims: Vacation
Data de lansare: 28 martie 2002
The Sims: Vacation (numit și The Sims: On Holiday în Irlanda, Marea Britanie și China) este cel de-al patrulea pachet de expansiune lansat pentrul simulatorul The Sims. Al șaselea pachet de extindere pentru The Sims 2, numit The Sims 2: Bon Voyage, are aceleași caracteristici și aceași temă. Vacation a introdus un nou cartier, denumit "Vacation Island" (Insula de Vacanță), unde personajele jocului (Simși) pot pleca în vacanțe împreună cu familia sau alți Simși. "Vacation Island" este împărțită în trei medii distincte: plajă, pădure și zone înzăpezite de munte. Simșii pot primi suveniruri din aceste vacanțe.

### The Sims: Unleashed
Data de lansare: 7 noiembrie 2002 (America)
The Sims: Unleashed este cea de-al cincilea pachet de extindere, dezvoltat și publicat de către Maxis/EA pentru The Sims. The Sims 2: Pets, un pachet de expansiune similar, creat pentru The Sims 2, este inspirat de acest pachet de expansiune. În Unleashed, The Sims poate acum să adopte animale de companie pentru familiile lor, în special câini și pisici. Câinii și pisicile sunt tratate ca un Sims, în timp ce alte animale de casă sunt tratate ca obiecte. Cu toate acestea, ele nu pot fi controlate direct precum personajele umane, Sims.

### The Sims: Superstar
Data de lansare: 13 mai 2003 (America)
The Sims: Superstar este cea de-al șaselea pachet de extindere din totalul de șapte lansate pentru The Sims. Acest pachet permite jucătorului să își transforme personajul într-un personaj celebru. Pachetul include reprezentări ale mai multor personalități celebre la Hollywood.

### The Sims: Makin' Magic
Data de lansare: 29 octombrie 2003 (America)
The Sims: Makin' Magic este cel de-al șaptelea și ultimul pachet de extindere lansat pentru The Sims. Pachetul introduce magia în jocul The Sims și permite personajelor să facă vrăji și farmece. În plus, acesta introduce activitatea de coacere și strânsul nectarului. Acest pachet de extindere conține un disc pe care este o previzualizare a jocului The Sims 2.